# Ruhrort
Ruhrort (Nederlands (verouderd): Roeroord) is een vestingstadje en wijk van Duisburg in Duitsland. Het stadje ligt noordelijk van het punt waar de rivieren Rijn en Ruhr samenkomen. Ruhrort heeft 5.279 inwoners (Peiling: 31 december 2008). Het is een onderdeel van de deelgemeente Homberg-Ruhrort-Baerl.

## Naam
Al meer dan honderd jaar voor de stichting van Ruhrort in 1371 werd de plaats al Ruhrort genoemd. Aan het einde van de 13e eeuw maakte de Rijn ter plaatse een wijde oostelijke bocht die door een doorbraak van het zuiden naar het noorden werd afgesneden. In die tijd was de plaats een landtong, die later een eiland werd en uiteindelijk weer verzandde. De naam is gebleven: "Ruhr-oort", waarbij „Oort“ punt of landtong kan betekenen, gelegen aan de Ruhr.

## Geschiedenis
Ruhrort werd in 1371 in het hertogdom Kleef bij de Homberger Werth gesticht als tolhuis, door de graven van Meurs. Graaf Johan van Meurs was dat jaar door Karel IV op 28 april in Praag met een oorkonde gemachtigd. Rondom het tolhuis ontwikkelde zich snel een nederzetting ter grootte als de huidige oude binnenstad. De tolrechten werden spoedig aan de hertogen van Kleef en het Huis van der Mark verpand. Deze bouwden ook het kasteel, Huis Roeroord en versterkten de nederzetting nadat zij daar in 1437 toe verplicht werden om tolvrijheid te ontvangen. Aanvankelijk werd stadsrechten afgewezen. Deze rechten kwamen alsnog na de stichting van een kleine kerk op het marktplein en de overgang naar het protestantisme in 1551.
Op grond van het Verdrag van Xanten uit het jaar 1614 met daarin de geregelde Gulik-Kleefse erfopvolgingsstrijd die in een voorlopige splitsing van het hertogdom eindigde, gingen de gebieden van het hertogdom Kleef en de graven van Moers over naar de keurvorsten van Brandenburg.
Keurvorst George Willem gaf in 1636 het bevel om het kasteel, dat niet meer geschikt was voor moderne oorlogsvoering, te slopen. Twee torenstompen bleven nog tot de periode 1754-1756 behouden, net als het middeleeuwse stratenpatroon van de stad, die nog altijd bewaard is gebleven. Aan het eind van de 20e eeuw werden restanten van het kasteel in de kelders van de huizen ontdekt.
In 1701 werd Ruhrort Pruisisch. In 1712 kreeg de stad zijn eerste scheepswerf en in 1715 werd besloten tot de aanleg van een haven, de kiemcel van de huidige haven van Duisburg. In 1848 werd deze haven door de Köln-Mindener Eisenbahn-Gesellschaft aangesloten op het spoorwegnet. In 1905 werd Ruhrort samen met het in 1874 van Ruhrort afgesplitste Meiderich bij Duisburg gevoegd, waardoor er een einde kwam aan de concurrentie tussen de havens van Ruhrort en Duisburg. Samen zouden deze havens uitgroeien tot de grootste binnenhaven van Europa.

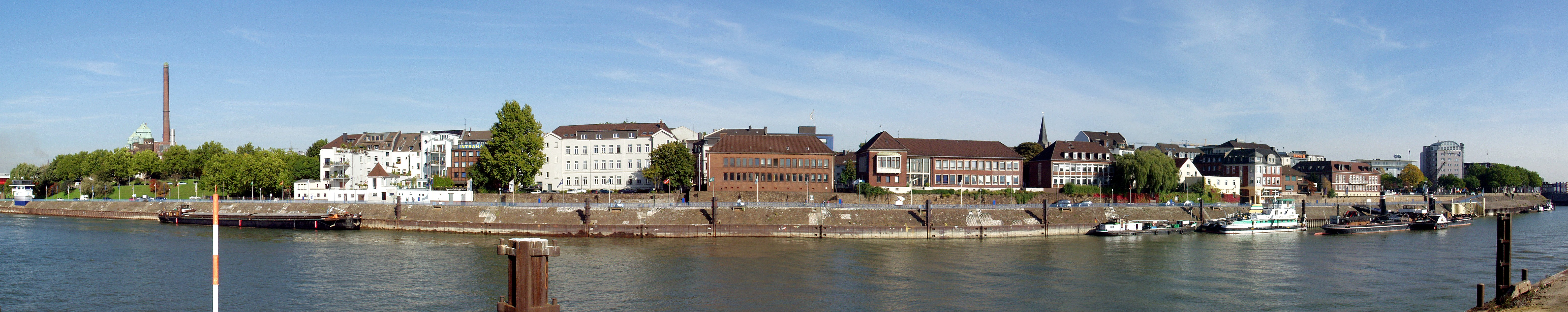
Panorama op Ruhrort.

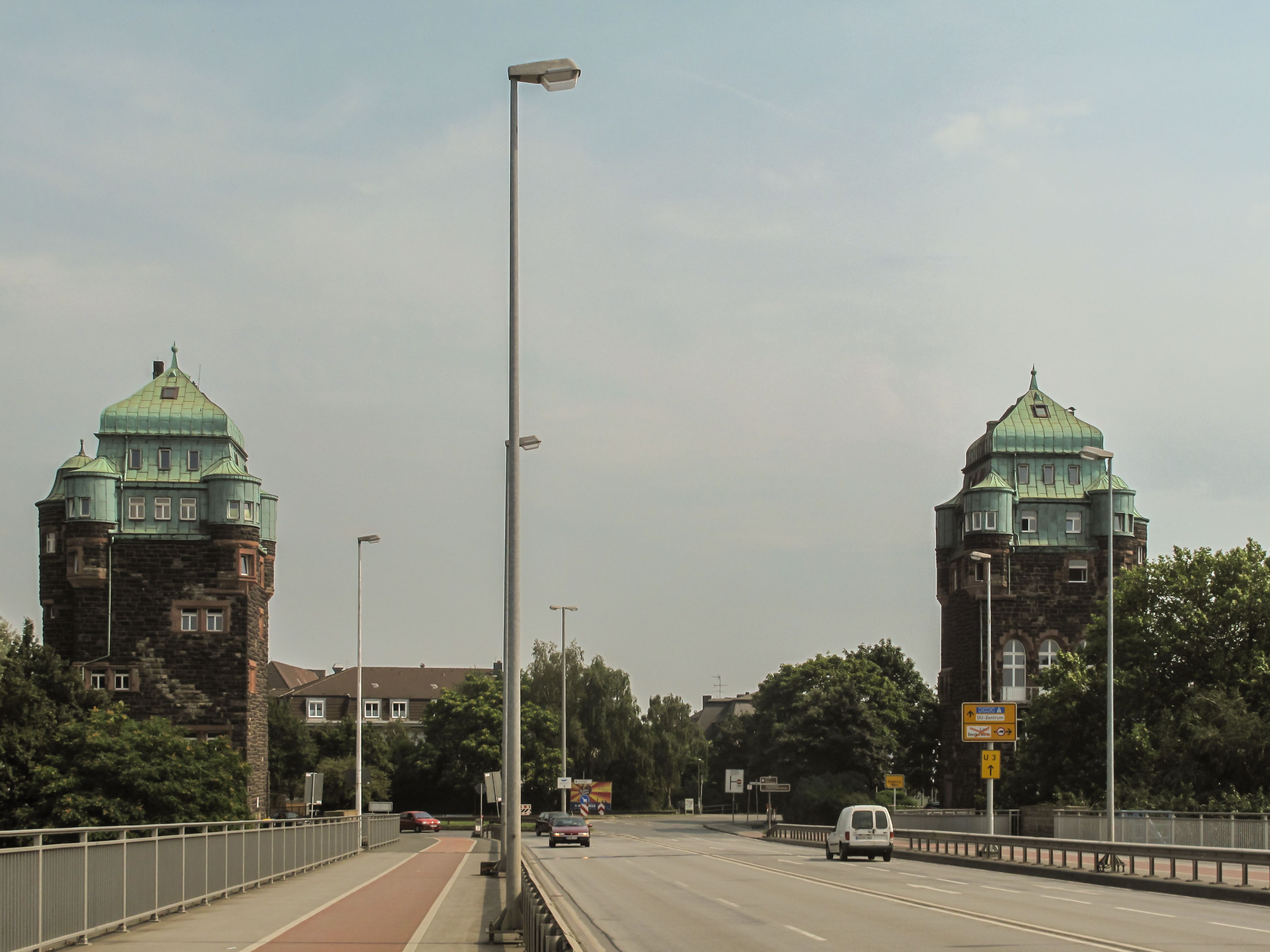
Ruhrort, twee torens van de oude brug over de Rijn

Stadtbezirke: Duisburg-Mitte · Duisburg-Süd · Hamborn · Homberg/Ruhrort/Baerl · Meiderich/Beeck · Rheinhausen · Walsum

Wijken: Aldenrade · Altstadt · Baerl · Beeck · Beeckerwerth · Bergheim · Bissingheim · Bruckhausen · Buchholz · Dellviertel · Duissern · Fahrn · Friemersheim · Großenbaum · Alt-Hamborn · Hochemmerich · Hochfeld · Hochheide · Homberg · Huckingen · Hüttenheim · Kaßlerfeld · Laar · Marxloh · Meiderich · Mündelheim · Neudorf · Neuenkamp · Neumühl · Obermarxloh · Overbruch · Rahm · Rheinhausen-Mitte · Röttgersbach · Ruhrort · Rumeln-Kaldenhausen · Ungelsheim · Alt-Walsum · Vierlinden · Wanheim-Angerhausen · Wanheimerort · Wedau · Wehofen